# Myriam Borg-Korfanty
Myriam Borg-Korfanty, född 18 oktober 1978 i Pessac i Gironde, Frankrike, är en fransk handbollsspelare. Hon blev världsmästare med Frankrike vid VM 2003. Hon var högerhänt och spelade vänsternia eller mittnia.

## Klubblagskarriär
US Mios-Biganos är hennes moderklubb, som hon spelade för 1986–2000 och även senare det mesta av karriären. Åren 2000–2003 spelade hon för Mérignac Handboll med återvände till moderklubben 2003–2012. Åren 2012–2013 hette klubben CA Béglais vilket blev Mios-Biganos Bègles 2014–2015 för att återgå till US Mios-Biganos 2016–2019. Med klubben vann hon Challenge cup 2015 och franska cupen 2009 men inget mästerskap i Frankrike.

## Landslagskarriär
Myriam Borg-Korfanty spelade i franska landslaget från 1997 till 2008. Hon gjorde 261 mål på 165 landskamper för Frankrike. Hennes främsta merit är att hon blev världsmästare 2003. Förutom VM-guldet har hon en bronsmedalj från EM 2002 i Danmark. Hon deltog vid två OS, OS 2000 i Sydney där det franska laget kom på sjätte plats, och vid OS 2004 i Aten där Frankrike kom på fjärde plats.

## Meriter i klubblag
- i EHF Challenge Cup 2015 med US Mios-Biganos
- i franska cupen 2009 med US Mios-Biganos